# 贝沙尔省
贝沙尔省是阿尔及利亚西部的一个省，首府贝沙尔。贝沙尔省是阿尔及利亚面积第4大的省份，但人口稀少，每平方千米平均仅有1.4人。